# 绩效工资
绩效工资（英語：Performance-related pay, PRP）是根据员工在工作场所的表现付出的金钱。比如汽车销售人员、生产线工人的工资可能以这种方式或佣金支付。
商业理论家弗雷德里克·温斯洛·泰勒是这种支付方式的重要支持者。他认为金钱是用于增加生产力和引入广泛使用的计件工作的重要激勵机制。